# Мукаддамы
Мукаддамы (азерб. Müqəddəm eli) — правящая тюркская династия ханов Марагинской области в 1610—1925 годы. До 1610 года входили в объединение трайбов отуз-ики в Карабахе.. 

## История династии

### Путь к правлению в Мараге
Кочевые и полукочевые трайбы Сефевидского периода состояли из кланов и отдельных родов. Лидеры кочевых и полукочевых трайбов того периода, традиционно занимались в основном военными вопросами (в частности рейдами), а также защитой своего трайба от других трайбов. Вожди из соображений безопасности, чтобы бойцы круглый год были возле своих столиц, воодушевляли кочевников к переходу на оседлый образ ведения хозяйства. В трайб к успешному лидеру переходили кланы и семьи из других трайбов. В то время как лидеры выдающихся способностей (например Надир-шах, Ага Мохаммед-шах) могли создавать империи, посредственный глава трайба мог наоборот выступить в качестве центробежной силы и недовольные его правлением присоединялись к лучше управляемому трайбу. Если глава трайба погибал в сражениях или умирал, то главой трайба избирался сильнейший лидер, вне зависимости от того, из какого рода он происходит. В некоторых случаях, сильный глава трайба создавал династию, которая правила трайбом в течение многих десятков лет. Таким главой стал и Ахмед-хан Мукаддам, сын Али-хана.

### Переселение в Марагу
В XVI веке Марага управлялась хакимами из трайба устаджлу. В 80-х годах XVI века во время турецко-иранской войны курдский трайб мукри — союзники османского султана Мурада III, захватили Марагу. Шах Аббас I восстановил власть над Южным Азербайджаном, а в 1610 году уничтожил часть племени мукри за непокорность. Шах отдал Марагу в наследственное владение своему союзнику Ага -хану — главе азербайджанского племени мукаддам. Трайб мукаддам входивший ранее в объединение трайбов отуз-ики в Карабахе, с тех пор стал развиваться как абсолютно отдельный трайб.
Во время переселения трайба мукаддам из Карабаха в Марагу, к нему присоединились многие семьи из других трайбов отуз-ики. К концу 20-х годов XVII века в трайбе мукаддам уже насчитывалось до 10 тысяч семей. В 1621 году Ага-хану, в обмен на предоставление 1000 воинов шаху Аббасу, была дарована привилегия оставлять себе налоги собираемые в Азербайджане.

### Начало правления в Мараге
Ахмед-хан считается основателем азербайджанской династии Мукаддамов, название которой исходит от названия трайба. В правление Фатх Али-шаха Ахмед-хан получил звание Беглярбека Азербайджана, по некоторым источникам Беглярбека только Тебриза и Мараги. В конце 90-х годов XVIII века Ахмед-хан на Кавказе, участвует в подавлении восстания Джафар Кули-хана.
В 1813 году Морьер описал Ахмед-хана как богатого властителя Мараги, у которого был также дом в Тебризе в котором английский посол и его окружение оставались во время их визита к кронпринцу Аббасу Мирзе.
На следующий день после нашего прибытия в Марагу, британского посла, чтобы выразить гостеприимство своему гостю, посетил Ахмед Хан, который только вернулся со своей экспедиции против курдов. Этот властитель — один из тех персонажей, которые часто встречаются на Востоке, чьи действия являются демонстрацией того, что описано в святых книгах как жили и вели себя Патриархи... Хотя ему около 90 лет, он излучает здоровье и активность. У него абсолютно белая борода и его одежда едва выделяется от той, что носят его пастухи. В то же время известно, что он обладает громадным богатством... Он один из величайших старейшин Ирана и его называют "Рейшсифид (Белая Борода) Адербижана".

### Отношения с соседями
В 1725 году войска Османской империи вновь захватили Марагинское ханство. Марагой стал управлять Абд-аль-Азиз-паша, который разделил ханство на 5 санджаков. В 1729 году Надир-шах разбил войско османов и вернул Марагу под власть ханов трайба мукаддам.
Согласно большинству источников, в этот период Марагой правил Мухаммед-хан Мукаддам, который в 1738 году участвовал в походе Надир-шаха в Индию и руководил центром войск Надир-шаха в битве при Карпале. Согласно социологу профессору Мари-Джо Дельвечио Гуд, изучавшей социальные аспекты существования Марагинского ханства, в индийском походе Надир-шаха вместе с марагинским войском был Али-хан Мукаддам, отец Ахмед-хана.
После смерти Надир-шаха в ходе борьбы за его империю, Южный Азербайджан несколько раз переходило под контроль различных трайбов, воевавших между собой. Поочередно его частично захватывали Азад-хан Гили, один из бывших генералов Надир-шаха, Мохаммед Хасан-хан Каджар, позже убитый в 1759 году в сражении с Карим-ханом Зендом при Мазандаране, затем хан Урмии Фатх Али-хан Афшар окончательно разбивший войско вернувшегося Азад-хана у Мараги, и наконец в 1762 году Карим-хан, вступивший со своими войсками в Азербайджан.
Известно, что в 1765 году правивший Марагой Мухаммед-хан сопровождал Карим-хана в поездке в Шираз. Однако в 70-90-х годах XVIII века, многие ханства Южного Азербайджана формально выполняли указы Карабахского хана Ибрагима. При этом отмечается, что на самом деле контроль Ибрагим-хан над Марагинским ханством был незначительным.
Этот полувековой период абсолютной независимости Азербайджана, проходил в условиях глубокого политического раскола и внутренних междоусобиц. Большинство азербайджанских ханств в этот период, включая Марагинское, по своему устройству представляли собой миниатюрные копии персидской монархии.
В конце XVIII — начале XIX века трайб Каджаров в союзе с другими трайбами, включая мукаддамов, привели большинство ханств Азербайджана под свой контроль.
Четыре поколения прямых потомков Ахмед Хана правили Марагинским ханством вплоть до 1925 года и выделялись лояльностью и особыми отношениями с шахами из династии Каджаров. Это лояльность позволила им поддерживать свою политическую автономию без вмешательств со стороны трона. Независимость провинциальных властителей, таких как Мукаддамы, демонстрирует слабость династии Каджаров, их нужду в поддержке со стороны провинциальной элиты и практически отсутствие контроля над ней, что резко контрастирует с Пехлевидами, пришедшими им на смену. Власть Мукаддамов в большой степени исходила из значительных военных сил, которыми они обладали. Мукаддамы самостоятельно проводили частые военные компании против соперничающих с ними других курдских племен, угрожавших их территории. Трайб мукаддамов входил в число самых видных Трайбов Азербайджана, наряду с трайбами дунбуллу в Хое, афшаров в Урмии, джеванширов в Карабахе, шагаги и шахсеванов в Ардабиле, гарадаги в Маку.. В различные период власть Мукаддамов распространялась также на Тебриз, Ардебиль, Урмии и Зенжан.
Во время русско-персидской войны 1826—1828 годов Марага была кратковременно занята Нижегородским 17-м драгунским полком российской армии  в январе 1828 года. Однако после подписания Туркманчайского договора русские войска оставили Южный Азербайджан.

### Пост-Туркменчайский период
Годы Конституционной революции в Иране явились первым сигналом эрозии патримониальной власти Мукаддамов. Самад Хан Шоджа од-Доуле Мукаддам унаследовал власть от своего отца Искендер-хана в конце 80-х годов XIX века и правил вплоть до 1914 года. Период его правления был сложным в связи с частыми рейдами курдских и азербайджанских трайбов, а также вторжениями российских и турецких войск. Самад-хан был постоянно занят обеспечением безопасности ханства. Это также был период частых волнений, когда идеи конституционализма и парламентаризма начали распространяться среди наиболее интеллектуальных и политически активных прослоек общества империи Каджаров. Однако Самад-хан постарался быстро подавить подобное движение в Марагинском ханстве. В Мараге конституционалисты были в основной своей массе разогнаны, а их лидеры арестованы. 
 Самад-хан рассматривал Конституционное движение как угрозу себе, своей автономии и своим особым отношениям с шахами Каджаров. Во время первого периода первого парламента (1907-1909) Самад-хан полностью отрезал Марагинское ханство от влияния конституционалистов. Конституционалисты в Мараге в 1907 году попытались открыть "новую" школу (отличающуюся от традиционных духовных учебных заведений), но хан немедленно закрыл её и арестовал основателей. Анти-конституционалисткая деятельность Самад-хана проходила в сотрудничестве с Мохаммед Али-шахом. Бомбардировка шахом Иранского Меджлиса в июне 1908 года привела к гражданской войне, в которой про-роялисты атаковали конституционалистов по всей территории Ирана. Тогда Самад-хан осадил Табриз, который был в руках конституционалистов и практически сумел войти в город, однако вынужден был отступить когда города Марага и Бинаб, основные центры его владений, были захвачены конституционалистами. В феврале 1909 года Самад-хан снова осадил Табриз и жители города начали голодать.
Войска Самад-хана в соедининении с войсками Рахим-хана — лидера трайба шахсеванов к весне 1909 года заняли все прилегающие к городу районы. В апреле конституционалисты согласились на переговоры, однако в конце апреля осада была снята российскими войсками, захватившими Тебриз по официально выраженной причине — "для облегчения страданий иностранных граждан". Российские войска разоружили конституционалистов и установили контроль над городом. Самад-хан поддерживал тесные связи с российскими войсками и нет данных, что он перестал контролировать районы вокруг Табриза.
Период второго парламента (1909-1911) практически не повлиял на Южный Азербайджан из-за отказа ханов признавать центральное правительство в Тегеране и присутствия российских войск на севере Ирана. В июле 1911 года Мохаммед Али-шах вернулся в Иран и пользуясь поддержкой российских войск попытался вернуть себе трон и свергнуть конституционалистов. Самад Хан предложил свои войска шаху и объединившись с войсками брата шаха Салар уд-Далеха, правителя Хамадана, атаковал конституционалистов. Однако Мохаммед Али-шах потерпел неудачу и в октябре 1911 года вынужден был покинуть Иран. Тем временем российские войска, под предлогом восстановления порядка, захватили весь Южный Азербайджан. Самад-хану была предложена должность генерал-губернатора Азербайджана, на которой он находился с 1911 по 1914 год. Во время своего правления в Тебризе, он полностью игнорировал правительство в Тегеране, а прибывавшие из Тегерана официальные лица, были "запуганы и изгнаны".
Владимир Александрович Шуф, русский поэт и военный корреспондент, так описывал Самад-хана в 1912 году в своей корреспонденции:
История Самад-хана очень любопытна. Он, властитель Мараги, а теперь всего Азербайджана, был таким же разбойником, как все рыцари и феодальные бароны мрачного средневековья. На его голове до самого лба сохранился глубокий шрам от сабельного удара и Самад-хан тщательно прячет его под персидской шапкой. Говорят, что однажды он был привязан к пушке для расстреляния, но подкупом увернулся от казни... Представьте себе типичного запорожского казака или гетмана, Тараса Бульбу, старого Дорошенко, — и вы увидите Самад-хана. Длинные седые усы, совсем хохлацкие, низко опускались под орлиным носом. Бороды не было. Под усами играла приветливая улыбка, но глаза, гордые и властные, грозно сверкали. Такого орлиного взгляда я не ожидал встретить у старика.
В 1914 году Самад-хан отправился в Москву для лечения рака, однако скончался там и его тело было возвращено в Марагу. Так как Самад-хан был бездетен, то управлять ханством стал его племянник Искандар-хан Сардар Насер Мукаддам, который был женат на принцессе Каджаров. Искандар-хан замещал Самад-хана в Мараге с 1911 по 1914 годы, пока последний находился в Тебризе, управляя Южным Азербайджаном. Правление Искандар-хана продолжалось до 1925 года.

### Конец правления
С 1925 года, в связи с реформами пришедшего к власти Реза-шаха Пехлеви автономные политические и административные институты были ликвидированы и заменены центральной правительственной бюрократической структурой. Политический институт Мукаддамских ханов был ликвидирован и они теряют официальную власть в Мараге. Были полностью реорганизованы политическая, военная и судебная системы. Мукаддамы поддержали Реза-шаха в борьбе с непокорными трайбами и последний из ханов Мараги Искандер-хан Сардар Насер (праправнук Ахмед-хана), также как и другие члены династии занимали высокие позиции в политической, административной и военной структуре шахов Пехлеви.